# Оселедец, Александр Георгиевич
Александр Георгиевич Оселедец — советский хозяйственный и политический деятель.

## Биография
Родился в 1939 году в станице Абинской. Член КПСС.
Окончил Ахтырское СПТУ № 9.
В 1955—1962 гг. — колхозник, прицепщик, механизатор, в 1964—1989 гг. — звеньевой механизированного рисоводческого звена колхоза им XXII партсъезда Абинского района Краснодарского края.
Избирался депутатом Верховного Совета СССР 11-го созыва. Делегат XXVI съезда КПСС.
Умер в 1992 году в Абинске.

## Награды
- Орден Ленина (1972)
- Орден Октябрьской Революции (1981)
- Орден Трудового Красного Знамени (1966)